# Tasiocera (Dasymolophilus) malickyiana
Tasiocera (Dasymolophilus) malickyiana is een tweevleugelige uit de familie steltmuggen (Limoniidae). De soort komt voor in het Palearctisch gebied.